# Ceratophyllus enefdeae
Ceratophyllus enefdeae är en loppart som beskrevs av Ioff 1950. Ceratophyllus enefdeae ingår i släktet Ceratophyllus och familjen fågelloppor.

## Underarter
Arten delas in i följande underarter:
- C. e. enefdeae
- C. e. tjanschani